# Alon Harazi
Alon Harazi (hebreo: אלון חרזי) (nació el 13 de febrero de 1971 en Ramat Gan, Israel) es un exfutbolista israelí que militó en el Maccabi Haifa. Llegó al club en 1990 con 18 años del Hacoach Ramat-Gan, de la segunda división. Empezó jugando de delantero y acabó reconvertido en defensa (central o lateral), aunque siempre ha destacado por su polivalencia. Tiene el honor de ser el jugador israelí que más ligas acumula, con 8. En Haifa consiguió 7 y la otra restante la alzó con el Beitar Jerusalem. También tiene 3 copas en su palmarés y nada menos que 89 internacionalidades con la selección de Israel, sólo superado por Arik Benado. Además ha participado con el Maccabi en Champions League.
En noviembre de 2005 frente al Maccabi Tel Aviv, Harazi cumplía 400 partidos en Ligat ha'Al, récord del equipo. Entre las mayores cualidades de Harazi se encuentran la velocidad, el juego aéreo y la inteligencia que mana de él en un terreno de juego. 
El verano de 2006 el presidente Yaakov Shahar tuvo un gran gesto con él prolongando su contrato dos años más pese a sus 36 años. Junto con Nir Davidovich es el capitán del equipo, retirándose el año 2009 frente al Girondins de Burdeos.

## Curiosidades
A modo de anécdota, decir que Harazi es nieto de un sobreviviente del Holocausto, su abuelo jugó en el Makkabi Judah de Polonia.

## Selección nacional
Ha sido internacional con la Selección de fútbol de Israel, jugó 89 partidos internacionales y anotó 2 goles.

## Clubes
| Club             | País   | Año       |
| ---------------- | ------ | --------- |
| Hakoah Ramat Gan | Israel | 1989-1990 |
| Maccabi Haifa FC | Israel | 1990-1997 |
| Beitar Jerusalem | Israel | 1997-1998 |
| Maccabi Haifa FC | Israel | 1998-2009 |

## Palmarés

### Campeonatos nacionales
| Título                   | Club             | País   | Año  |
| ------------------------ | ---------------- | ------ | ---- |
| Premier League de Israel | Maccabi Haifa FC | Israel | 1991 |
| Copa de Israel           | Maccabi Haifa FC | Israel | 1991 |
| Copa de Israel           | Maccabi Haifa FC | Israel | 1993 |
| Premier League de Israel | Maccabi Haifa FC | Israel | 1994 |
| Copa Toto                | Maccabi Haifa FC | Israel | 1994 |
| Copa de Israel           | Maccabi Haifa FC | Israel | 1995 |
| Premier League de Israel | Beitar Jerusalem | Israel | 1998 |
| Copa Toto                | Beitar Jerusalem | Israel | 1998 |
| Premier League de Israel | Maccabi Haifa FC | Israel | 2001 |
| Premier League de Israel | Maccabi Haifa FC | Israel | 2002 |
| Copa Toto                | Maccabi Haifa    | Israel | 2002 |
| Premier League de Israel | Maccabi Haifa FC | Israel | 2004 |
| Premier League de Israel | Maccabi Haifa FC | Israel | 2005 |
| Premier League de Israel | Maccabi Haifa FC | Israel | 2006 |
| Copa Toto                | Maccabi Haifa FC | Israel | 2006 |
| Copa Toto                | Maccabi Haifa FC | Israel | 2008 |
| Premier League de Israel | Maccabi Haifa FC | Israel | 2009 |

- Datos: Q2443694
- Multimedia: Alon Harazi / Q2443694